# Ur-Nammu

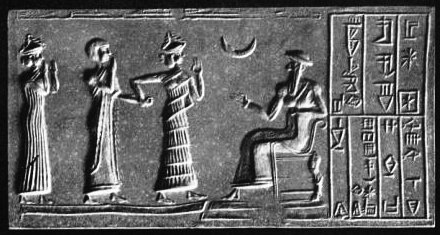
Ur-Nammu, sentado a la derecha.

Ur-Nammu fue un general sumerio de Utu-ḫegal, que se rebeló y lo destronó fundando la III dinastía de Ur, con la que vendría el renacimiento sumerio y una nueva etapa de esplendor en Mesopotamia como no se veía desde Sargón de Acad.
Para asegurar su poder acabó con la dinastía de Lagaš, y derrotó a Nammakhani en 2110 a. C., casi al tiempo que a Utu-ḫegal. Con ello se garantizó el apoyo y el sometimiento de las ciudades sumerias. 
Urnammu sometió Uruk, se proclamó rey de Uruk y a su vez sucesor de los reyes míticos de la ciudad, es decir llegó a inventarse una sucesión ininterrumpida que lo emparentaba con Gilgameš.
No fue un rey con carácter expansionista, no intentó construir un gran imperio como Sargón y sus sucesores. En lugar de eso se dedicó a unir las ciudades de Mesopotamia central y meridional, y a una intensa labor de reformas en la administración y construcción de infraestructuras. Uno de sus grandes logros fue la creación de un código de leyes, el Código de Ur-Nammu, basado en la reparación económica de los daños, que tenía como fin aunar los criterios legales de todo su territorio, y garantizar el buen funcionamiento de la economía. Las ciudades sumerias perdieron la autonomía de la que disfrutaban en otro tiempo y pasaron a estar bajo control directo del rey de Ur.
Con Ur-Nammu, se excavaron nuevos canales de riego y se abrieron nuevas rutas comerciales. Se reconstruyeron los templos destruidos en las invasiones de los Guti, y se edificaron nuevos santuarios, especialmente en la capital, Ur. Durante su reinado se edificó el primer zigurat como torre escalonada, con el santuario del dios al que estaba dedicado en lo más alto de ésta. Este primer zigurat se dedicó al dios de la luna sumerio, Nanna o Sin. Nombró a su hija Ennirgalanna sacerdotisa de dicho templo. También engrandeció el templo de Enlil en Nippur.
Se le atribuye una colección, al parecer extensa, de poemas de tema báquico, de los que no se conserva ninguno en la actualidad.[cita requerida]
También a Ur-Nammu se le puede atribur el primer código de leyes, escrito hacia el año 2050 a. C. La tablilla pertenece a la colección del Museo de Antigüedades Orientales de Estambul. 
Sus sucesores disfrutarían de años de prosperidad y estabilidad política, que aprovecharían para expandir las fronteras y crear el imperio de Ur.
| Predecesor: Utu-hegal | Rey de Sumeria y de Acad III dinastía de Ur 2112 a. C. — 2095 a. C. Cronología larga | Sucesor: Šulgi |